# Kongressausschuss

Wappen des Kongresses der Vereinigten Staaten

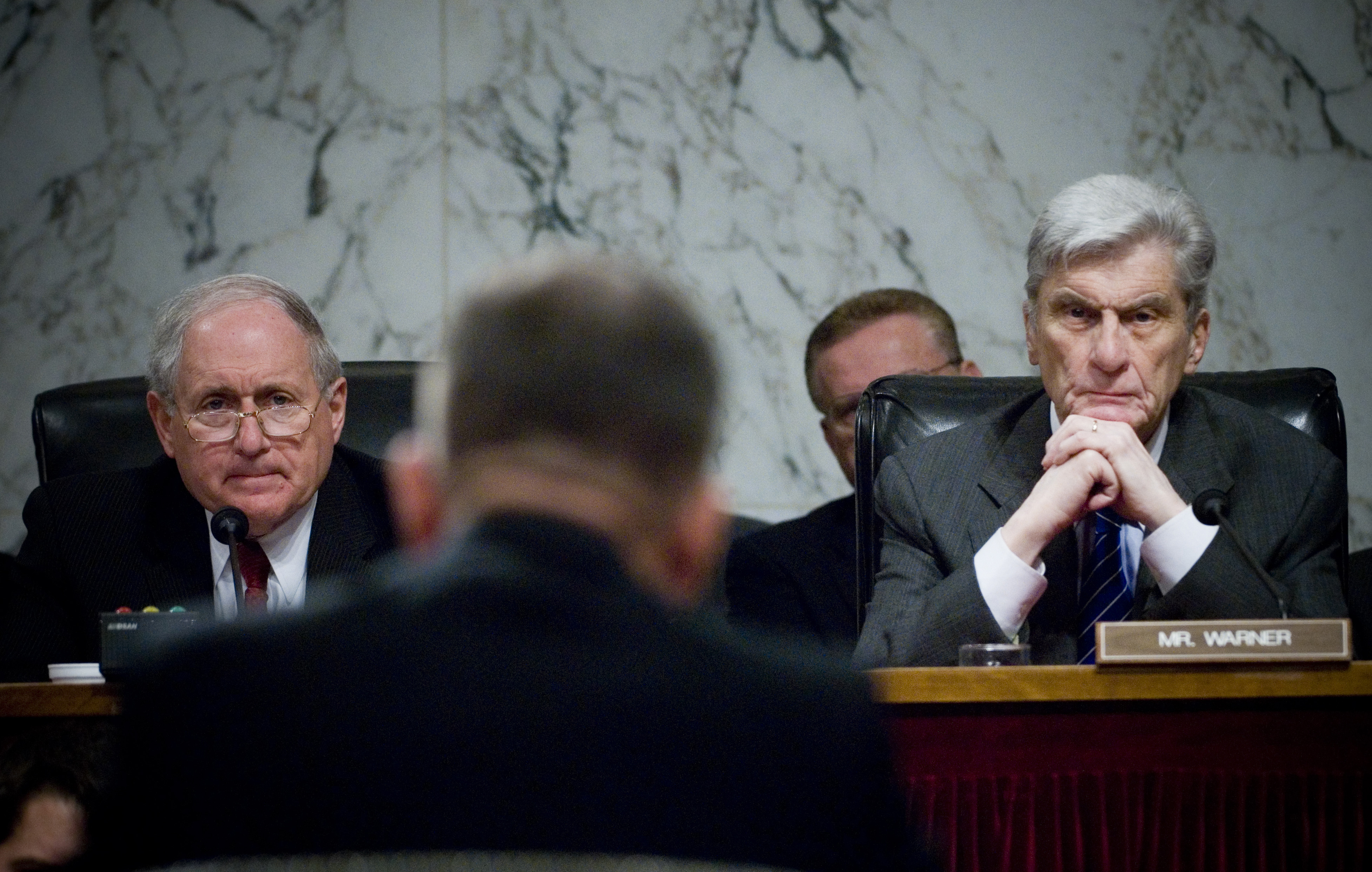
Der Senatsausschuss der Vereinigten Staaten für die Streitkräfte

Ein Kongressausschuss (Congressional Committee) ist innerhalb des politischen Systems der Vereinigten Staaten eine Untereinheit des Kongresses, die sich mit einem bestimmten Sachbereich beschäftigt.
Im Repräsentantenhaus spielen die Ausschüsse aufgrund der Größe der Kammer eine stärkere Rolle (das Repräsentantenhaus hat 435 Abgeordnete, während der Senat nur aus 100 Senatoren besteht).
Ausschüsse spielten im parlamentarischen System der Vereinigten Staaten von Anfang an eine wichtige Rolle, die mit der Zeit noch gewachsen ist. Der erste Ausschuss des Repräsentantenhauses wurde am 2. April 1798 ernannt, um Verfahrensregeln für die Arbeit des Hauses vorzubereiten und um die Pflichten des Sergeant at Arms of the United States House of Representatives, einer Art parlamentarischen Sicherheitsbeamten, festzulegen. Der erste Senatsausschuss wurde am 7. April 1789 eingerichtet, um Verfahrensregeln für den Senat zu entwerfen.

## Derzeitige Ausschüsse
Es werden drei Hauptarten von Ausschüssen unterschieden: Standing Committees (Ständige Ausschüsse), Select or Special Committees (Untersuchungs- oder Sonderausschüsse) und Joint Committees (Gemeinsame Ausschüsse). Die derzeitige Struktur und Organisation der Kongressausschüsse wurde im Jahr 1946 durch den Legislative Reorganization Act (Gesetz zur Neuorganisation der Legislative) festgelegt. Aufgrund dieses Gesetzes wurde die Zahl der ständigen Ausschüsse des Repräsentantenhauses von 48 auf 19 reduziert, die Zahl der ständigen Senatsausschüsse von 33 auf 15. Die Zuständigkeit der einzelnen Ausschüsse wurde damals gesetzlich festgelegt, wodurch zahlreiche Ausschüsse zusammengelegt oder abgeschafft werden konnten. Im Repräsentantenhaus gibt es heute 21 ständige Ausschüsse. Sie werden als ständig bezeichnet, weil sie für die gesamte Legislaturperiode bestehen und sich dabei mit allgemeineren Themen beschäftigen. Im kleineren Senat gibt es 20 ständige Ausschüsse.
Neben den ständigen Ausschüssen gibt es Untersuchungs- oder Sonderausschüsse. Diese werden durch einen eigenen Beschluss einer der beiden Kammern des Kongresses ins Leben gerufen, um eine besondere Untersuchung durchzuführen oder bestimmte Maßnahmen zu beraten. Untersuchungsausschüsse befassen sich oft mit neu aufgekommenen Themen, die zu den festgelegten Bereichen der ständigen Ausschüsse nicht passen oder die Zuständigkeit mehrerer ständiger Ausschüsse überschreiten. Ein Untersuchungsausschuss kann temporär oder dauerhaft sein. Alle zurzeit bestehenden Untersuchungsausschüsse beider Kammern tagen dauerhaft. Im Senat werden Untersuchungsausschüsse manchmal als Sonderausschuss bezeichnet, so z. B. beim Sonderausschuss des Senats über das Altern (United States Senate Special Committee on Aging).
Außerdem gibt es noch fünf gemeinsame Ausschüsse. Dabei handelt es sich ebenfalls um permanent tagende Gremien, die aus Mitgliedern beider Kammern bestehen. Zu diesen gehört der Conference Committee, der mit dem deutschen Vermittlungsausschuss vergleichbar ist und während des Gesetzgebungsverfahrens verwendet wird. Wenn sich die Entwürfe für ein Gesetz zwischen dem Senat und dem Repräsentantenhaus unterscheiden, wird das Conference Committee aufgerufen, um zwischen den Kammern zu vermitteln und eine Einigung herbeizuführen.
Die meisten Ausschüsse haben auch einen oder mehrere Unterausschüsse.
| Repräsentantenhaus United States House Committee on -- | Senat United States Senate Committee on -- | Joint United States Congress Joint Committee on (the) -- |
| --- | --- | --- |
| - Agriculture - Appropriations - Armed Services - Budget - Education and Labor - Energy and Commerce - Ethics - Financial Services - Foreign Affairs - Homeland Security - House Administration - Judiciary - Natural Resources - Oversight and Government Reform - Rules - Science, Space, and Technology - Small Business - Transportation and Infrastructure - Veterans' Affairs - Ways and Means - Whole - Benghazi (Select) - Climate Crisis (Select) - Economic Disparity and Fairness in Growth (Select) - Tom Lantos Human Rights - Intelligence (Permanent Select) - Investigate the January 6th Attack on the United States Capitol (Select) - Modernization of Congress (Select) | - Agriculture, Nutrition and Forestry - Appropriations - Armed Services - Banking, Housing, and Urban Affairs - Budget - Commerce, Science and Transportation - Energy and Natural Resources - Environment and Public Works - Finance - Foreign Relations - Health, Education, Labor, and Pensions - Homeland Security and Governmental Affairs - Judiciary - Rules and Administration - Small Business and Entrepreneurship - Veterans' Affairs - Aging (Special) - Ethics (Select) - Indian Affairs (Permanent Select) - Intelligence (Select) - International Narcotics Control (Permanent Caucus) | - (Conference) (ad hoc, bei Unstimmigkeiten eines Gesetzes) - Economic - Library - Printing - Taxation - Inaugural Ceremonies - China (Congressional-Executive Commission) |